# بسر بن سعيد
بسر بن سعيد المدني العابد، مولى ابن الحضرمي (22 هـ - 100 هـ)، أحد رواة الحديث النبوي. كان ينزل في دار الحضرمي في جديلة قيس فنسب إليهم. ذكره ابن سعد في الطبقة الثانية من التابعين من أهل المدينة.

## روايته للحديث النبوي
روى عن: جنادة بن أبي أمية، والحارث بن مخلد، وحسين بن عبد الرحمن الأشجعي، وخالد بن عدي الجهني، وخوات بن جبير الأنصاري، وزيد بن ثابت، وزيد بن خالد الجهني، وأبي سعيد الخدري، وسعد بن أبي وقاص، وعبد الله بن أنيس، وعبد الله بن الساعدي، وابن عمر، وعبيد الله بن الأسود الخولاني، وعبيد الله بن أبي رافع، وعبيدة بن سفيان الحضرمي، وعثمان بن عفان، ومعمر بن عبد الله بن نضلة، وأبي جهم بن الحارث بن الصمة، وأبي قيس مولى عمرو بن العاص، وأبي هريرة، وزينب الثقفية، امرأة عبد الله بن مسعود.
روى عنه: بكير بن عبد الله بن الأشج، والحارث بن عبد الرحمن بن أبي ذباب، وزيد بن أسلم، وسالم أبو النضر، وعبد الرحمن بن أبي عمرو، وعثمان بن عبد الله بن سراقة، ومحمد بن إبراهيم بن الحارث التميمي، ويزيد بن عبد الله بن خصيفة، ويعقوب بن عبد الله بن الأشج، وأبو سلمة بن عبد الرحمن بن عوف.

## أقوال العلماء فيه
- قال يحيى بن معين، والنسائي: ثقة.
- وقيل لأبو حاتم: ما تقول في بسر بن سعيد؟ قال: هو من التابعين. لا يسأل عن مثله.
- وقال ابن سعد: كان من العباد المنقطعين، وأهل الزهد في الدنيا، وكان ثقة كثير الحديث، ورعا.[4]
- وقال العجلي: تابعي ثقة مدني.[5]
- وقال صالح بن أحمد بن حنبل، عن علي بن المديني: سمعت يحيى بن سعيد يقول: بسر بن سعيد احب إلي من عطاء بن يسار.
- وقال ابن حجر العسقلاني: ثقة جليل.[6]